# Солнечногорский сельский округ
Солнечногорский сельский округ — упразднённая административно-территориальная единица, существовавшая на территории Солнечногорского района Московской области в 1994—2006 годах.
Солнечногорский сельсовет был образован в первые годы советской власти. По данным 1921 года он входил в состав Солнечногорской волости Клинского уезда Московской губернии.
В 1924 году к Солнечногорскому с/с был присоединён Подсолнечный с/с.
В 1926 году Солнечногорский с/с включал село Подсолнечное, посёлки Починки, Солнечная Гора и имени Розанова, деревню Солнечная Гора, местечко Миловидово, дачу Сенеж, железнодорожную казарму, 4 железнодорожных будки, детский дом, фабрику, больницу и 2 хутора.
В 1929 году Солнечногорский с/с был отнесён к Солнечногорскому району Московского округа Московской области. При этом к нему был присоединён Рекинцовский с/с.
13 ноября 1931 года часть Солнечногорского с/с была включена в черту рабочего посёлка Солнечногорский.
17 июля 1939 года к Солнечногорскому с/с был присоединён Гришенский с/с (селения Булково, Гришино, Карпово, Минино, Осинки, Редино, Хметьево и Чичерино). При этом центр Солнечногорского с/с был перенесён в селение Рекино-Кресты.
7 декабря 1957 года Солнечногорский район был упразднён и Солнечногорский с/с вошёл в Химкинский район.
28 июля 1960 года Химкинский район был упразднён, а Солнечногорский с/с передан в воссозданный Солнечногорский район.
31 июля 1962 года из Солнечногорского с/с в черту города Солнечногорск были переданы селение Рекинцево и посёлок Никольского отделения ЦМИС.
26 декабря 1962 года Солнечногорский район был переименован в  Солнечногорский сельский, в состав которого вошёл Солнечногорский с/с. 
21 ноября 1964 года Солнечногорский сельский район был переименован в Солнечногорский, в состав которого вошёл Солнечногорский с/с.
3 февраля 1994 года Солнечногорский с/с был преобразован в Солнечногорский сельский округ.
2 октября 1996 года в Солнечногорском с/о посёлок дома отдыха «Сенеж» был переименован в посёлок Сенеж.
В ходе муниципальной реформы 2004—2005 годов Солнечногорский сельский округ прекратил своё существование как муниципальная единица. При этом его населённые пункты были переданы частью в городское поселение Солнечногорск, а частью в сельское поселение Пешковское.
29 ноября 2006 года Солнечногорский сельский округ исключён из учётных данных административно-территориальных и территориальных единиц Московской области.